# Українсько-російські відносини
Украї́нсько-росі́йські відно́сини — двосторонні відносини між Україною та РФ, які Україна розірвала 24 лютого 2022 року після початку повномасштабного російського вторгнення до України. Між країнами триває російсько-українська війна, яка почалася 2014 року після окупації Криму Росією.
Після розпаду СРСР 1991 року двосторонні відносини держав-наступниць зазнали напруженості. На початку 1990-х років у політиці України домінували прагнення забезпечити суверенітет і незалежність, але згодом почалася протилежна політика, яка збалансувала співпрацю з ЄС, СНД та іншими потужними державами.
Відносини між двома країнами погіршилися з часів Революції гідності 2014 року, яка повалила проросійського Президента України Віктора Януковича та його прихильників, оскільки він відмовився підписати угоду про політичну асоціацію та вільну торгівлю з ЄС.
Росія скористалася нестабільністю в Україні, окупувавши Крим та почавши війну на Донбасі. З 2014 року конфлікт забрав життя понад 13 000 людей. Російська агресія спричинила санкції Заходу проти Росії. Війна з Росією спричинила українську економічну кризу 2014—2015 років. Курс гривні обвалився у понад 3 рази, за підсумками 2015 року рівень споживчої інфляції становив 43 %.
2019 року внесено зміни до Конституції України, якими закріплено незворотність стратегічного курсу держави на набуття членства в ЄС і НАТО. Протягом 2021 року нарощування російської армії на кордоні України посилювало напруженість між двома країнами та напружувало двосторонні відносини, а Сполучені Штати посилали потужний сигнал про те, що напад на Україну матиме жахливі наслідки для економіки Росії.
24 лютого 2022 року Росія розпочала повномасштабне вторгнення в Україну.

## Історія
Значна частина земель, що склали сучасні територію України та європейську частину Росії у X—XIII століттях належали до Київської Русі. У XIV столітті на півночі посилилося Московське князівство, яке поступово захоплювало сусідні землі (Тверське князівство, Новгородську та Псковську республіки тощо). На півдні Київське, Черніговське, Переяславське та Волинське князівства ввійшли до складу Великого Князівства Литовського.

### Українсько-російський договір 1654 року
Згідно з цим договором Україна ставала протекторатом Московського царства, залишившись незалежною. Однак це не завадило Московії в подальшому перетворити Україну на свою колонію.

### Відносини Гетьманщини з Московською державою та Російською імперією
Після 1654 року Московське царство намагалось розширити свій вплив на Україну, тривало декілька україно-російських війн під проводом Виговського, Мазепи та інших. Завершилось ліквідацією Гетьманщини, Січі, козацького стану, русифікацією, та знищенням української державності.

### Відносини УНР з Російською республікою та РСФСР
Перемовини Української Держави з РСФРР 23 травня — 4 жовтня 1918 року проходили на мирній конференції в м. Києві. Українська сторона вважала за необхідне брати до уваги розпад Російської держави і самовизначення державності України. А російська сторона переговорів була змушена зобов'язаннями Берестейського миру вести переговори з УНР. Невдовзі розпочалася нова російська військова агресія проти України. На ноту УНР 20 вересня 1918 р. щодо розпочатої неоголошеної війни проти України Росія надала відповідь.
|  | Що стосується прикордонних інцидентів, внаслідок неможливості перешкодити повстанським організаціям робити різні операції на нейтральній зоні, відповідальність за них, очевидно, не може падати на російський уряд. |

А 26 вересня 1918 р. російська делегація офіційно додала, що
|  | Що стосується права верховенства Російської СФРР на ті чи інші області колишньої Російської імперії, тут українська мирна делегація допускає прикру помилку, змішуючи право суверенітету з конструкцією радянської влади. (...) суверенітет Російської СФРР не скасовується на тій підставі, що в тих чи інших її областях, через тимчасові військові обставини, не діє влада робітників і селян. Тому й висновок української делегації про те, що РСФРР втратила свої верховні права на Білорусь, Донську область або Бессарабію, відпадає само собою. |

Але УНР нагадувала Росії
|  | Цілком уже суперечать всякому добросусідству ті напади більшовиків на прикордонні місцевості, які бувають майже щодня, в останку дійшли до боєвих подій. Зараз ідуть місцеві бої, де … окопавшись у лісі, палять по українській території з гармат, рушниць і кулеметів, щоб захопити собі країну. Вже й сього було б досить, щоб повалити ті твердження … про добросусідські відносини до України… В Росії улаштовуються спеціальні мітинги і грошові збори на піддержку в Україні забастовок, утворення заколоту та безладдя і підняття повстання. При добросусідстві нічого навіть подібного сьому бути не може. |

## Після розпаду СРСР

### 1991—1999
Як наслідок процесу розпаду Радянського Союзу, Україна проголосила незалежність 24 серпня 1991 року й підтвердила прагнення до самостійності на демократичному референдумі.  Дипломатичні відносини між Україною та Російською Федерацією встановлені після розпаду СРСР, серед засновників якого були обидві республіки. Це сталось 14 лютого 1992 року. Російська Федерація стала державою-сусідом України, кордон із якою проходить на північному сході та сході країни. Російська Федерація мала посольство в Києві та консульства в Харкові, Одесі, Львові та Сімферополі. Україна мала посольство в Москві й консульства в Санкт-Петербурзі, Ростові-на-Дону, Новосибірську та Єкатеринбурзі. До 2012 року діяло консульство України у Владивостоці.
1992 року Верховна Рада Російської Федерації постановила, що передача Криму до складу Української РСР нібито була незаконною. 1993 року депутати Держдуми РФ опублікували спільну статтю із закликом відторгнути Крим від України і з аналізом способів, як це краще зробити.
1994 року, країна підписала Договір про нерозповсюдження ядерної зброї, погодившись в обмін на гарантії безпеки відмовитись від ядерної зброї, яка залишилась від СРСР. Росія, Великобританія і США погодилися в Будапештському меморандумі підтримувати територіальну цілісність України.
З 1990-х років, відповідно до Доктрини Лук'янова, Росія планомірно розпалювала сепаратизм в Україні.
31 травня 1997 року президенти Росії та України Борис Єльцин і Леонід Кучма підписали в Києві Договір про дружбу, співробітництво і партнерство між Україною і Російською Федерацією. Наприкінці 2008 року дію цього базового договору було продовжено на 10 років. З часу розпаду СРСР відносини між двома країнами часто були складними.
Після розпаду СРСР між Україною та Росією виникли різні спірні питання. Одним з них була приналежність Кримського півострова. Проблему вирішили, коли Росія погодилася на те, щоб Крим залишився у складі України, зберігаючи при цьому автономний статус. Ще одним каменем спотикання стала приналежність Севастополя та розміщеного в його порту Чорноморського флоту СРСР. Після довгих інтенсивних переговорів вирішено поділити Чорноморський флот, за російською його частиною зберегти право використовувати Севастополь як базу до 2017 р. У 2010 р. Харківські угоди подовжили термін до 2042 р.
Спірним питанням стали проблеми з енергопостачанням Європи, оскільки багато нафто- і газопроводів з Росії на Захід проходили через Україну.
Протягом 1990-х років обидві країни разом з іншими колишніми республіками СРСР заснували Співдружність Незалежних Держав, в рамках якої здійснювалося економічне співробітництво.
Відносини двох держав за президентства Леоніда Кучми були найсприятливішими й, певною мірою, добросусідськими. Певний час урядам двох країн вдавалося домовлятися із деяких важливих питань двосторонніх відносин: зокрема був розділений Чорноморський флот, означений державний кордон і укладений Великий договір 1997 р., за яким Росія відмовилася від територіальних претензій і визнала чинні кордони України.

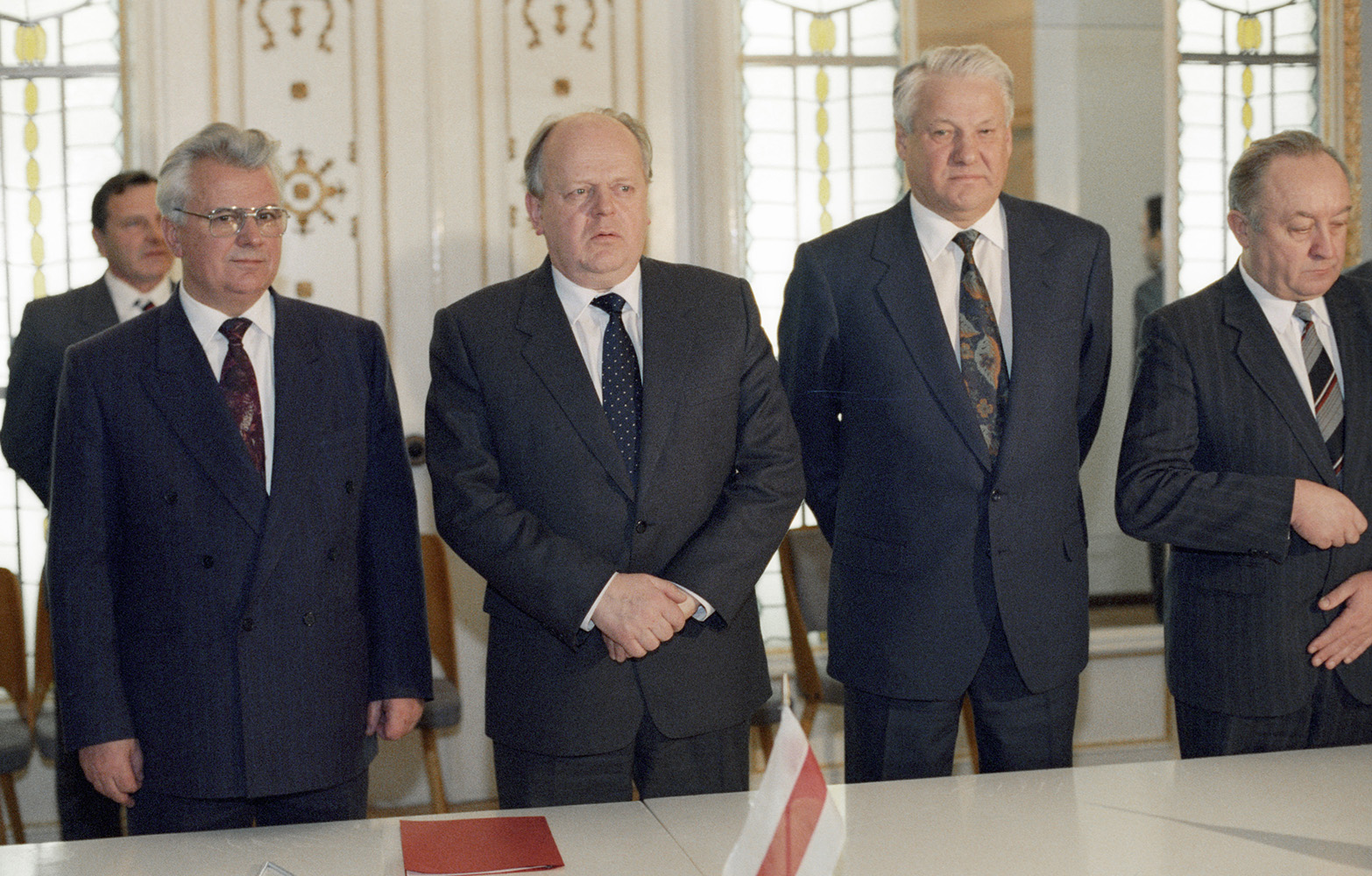
Біловезька угода. Леонід Кравчук (ліворуч), Станіслав Шушкевич (центр) та Борис Єльцин (2 праворуч) після підписання угоди про створення СНД у Біловезькій пущі
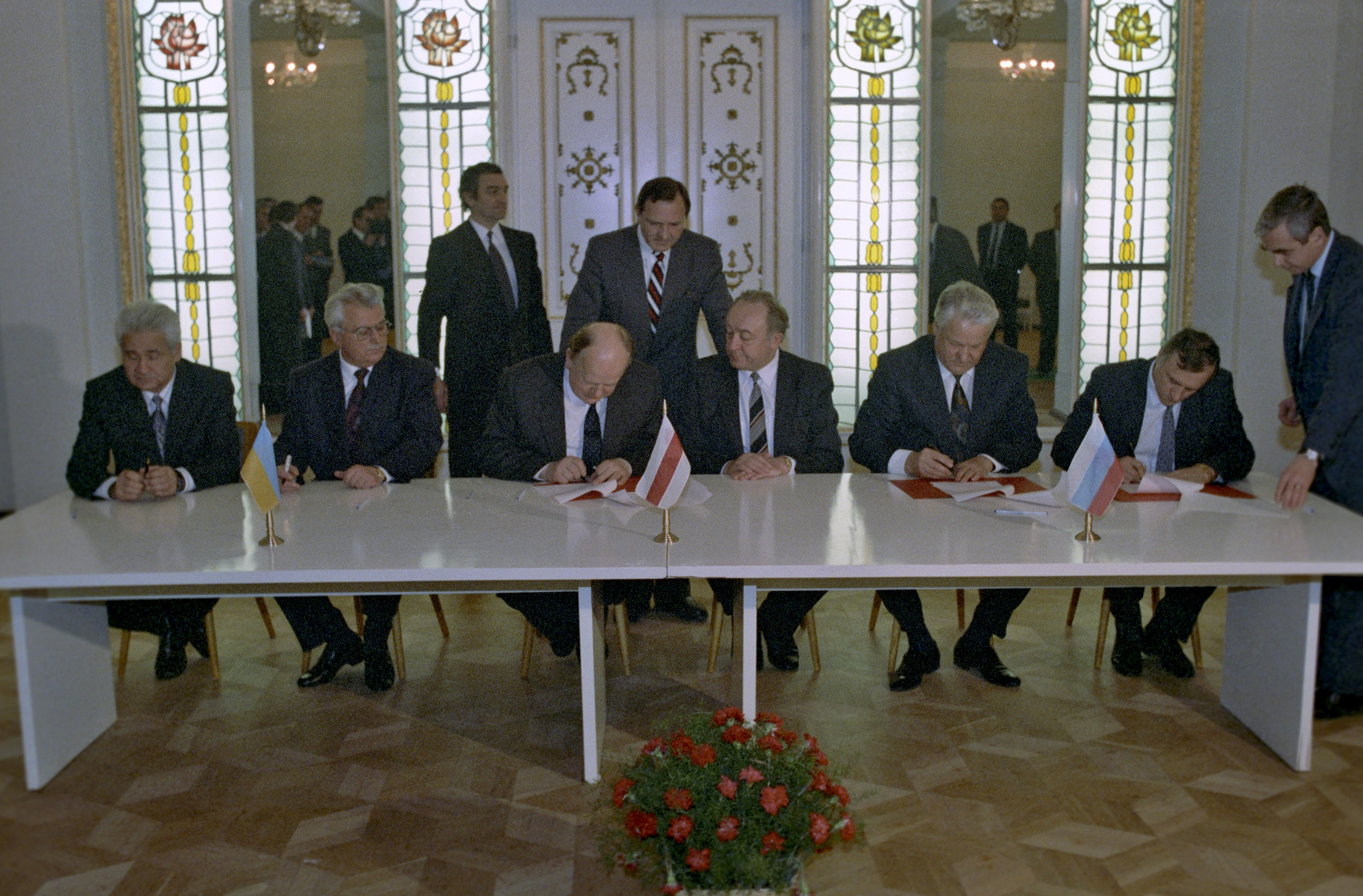
Президент України Леонід Кравчук (другий зліва), Голова Верховної Ради Республіки Білорусі Станіслав Шушкевич (третій зліва) і Президент Російської Федерації Борис Миколайович Єльцин (другий справа) під час церемонії підписання Договору про ліквідацію СРСР і створення Співдружності Незалежних Держав. Правительська резиденція Вискулі в Національному парку Білорусі «Біловезька пуща»
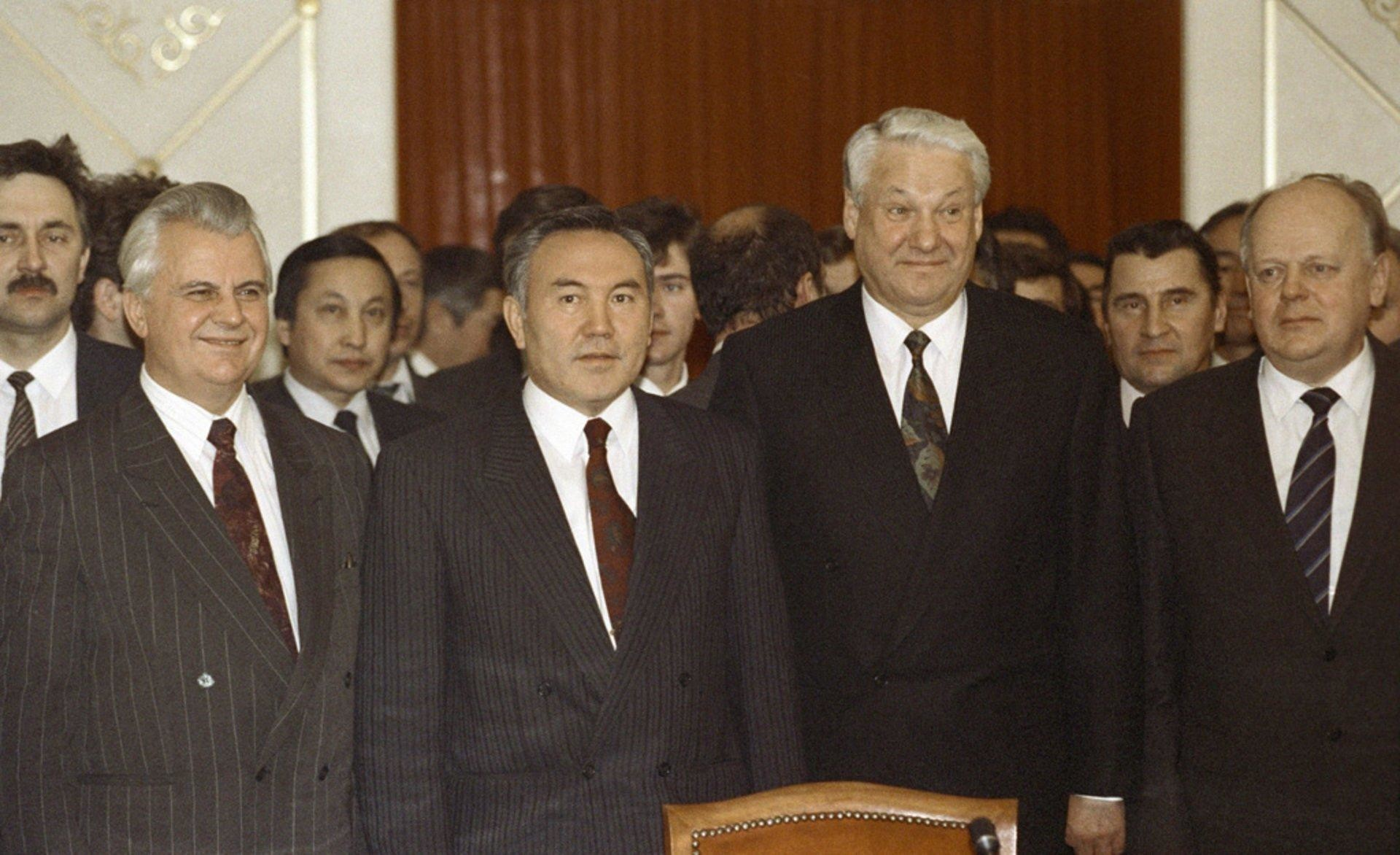
Президент РРФСР Борис Миколайович Єльцин (другий справа), Президент України Леонід Кравчук (зліва), Президент Казахстану Нурсултан Назарбаєв (другий зліва) і Голова Верховної Ради Білорусі Станіслав Шушкевич (справа) після підписання Протоколу про створення СНД. Казахстан, Алмати

### 2000—2009
2003 року відносини між Україною і Росією загострилися внаслідок конфлікту навколо коси Тузла, в якому Росія спробувала захопити невелику ділянку Кримського півострова.
Значне погіршення російсько-українських відносин відбулося під час і особливо після Помаранчевої революції 2004 р. Офіційна Москва не тільки втручалася в президентські перегони восени 2004 року, але й розцінила перемогу демократичних сил, як виклик її впливу на терени України. У 2004 році відбувся захід під назвою «Перший Всеукраїнський з'їзд», де сепаратисти відкрито обговорювали створення незалежної республіки на сході України. На з'їзді були присутні, в тому числі, високопосадовці з Росії (мер Москви Юрій Лужков), Віктор Янукович та українські олігархи. Подібні заходи були організовані у 2008 та 2012 роках, кожного разу — за участю високопоставлених політиків з Росії.
Від часу демократичних виборів Україна занепокоєна висловлюваннями й діями деяких російських політиків з питань Криму, російської мови в Україні, визнання Голодомору. Це позначилось у відвертій пропагандистській війні особливо під час газової кризи 2005 року. З того часу за різних урядів України, стосунки між двома державами залишалися напруженими, зокрема стосовно постачання російських енергоносіїв через територію України та, визнання Голодомору 1933 року геноцидом, можливого вступу України до НАТО та статусу російської мови в Україні.
Після Помаранчевої революції, Україна в 2008 заявила про свій намір добиватись майбутнього членства в НАТО шляхом поступового наближення до його політичних і військових стандартів. У відповідь, міністр закордонних справ Росії Сергій Лавров заявив, що Росія зробить все можливе, щоб запобігти цьому.
За інформацією російської газети «Коммерсант», ще 2008 року президент Росії Володимир Путін на саміті НАТО у Бухаресті висловив думку Джорджу Бушу, що «Україна — це навіть не держава!», і натякнув, що у випадку вступу України до НАТО, Росія може розпочати відторгнення Криму та Східної України.
|                                                                                    | Ти ж розумієш, Джордже, що Україна — це навіть не держава! Що таке Україна? Частина її території — це Східна Європа, а частина, й значна, подарована нами! |
| — Володимир Путін до Джорджа Буша під час зустрічі Росія—НАТО, Сочі, 4 квітня 2008 | |

Основним невдоволенням української сторони залишається дуже часте втручання Росії у внутрішні справи України та перманентні «економічні війни»: в тому числі газовий конфлікт 2005—2006 років, «Сирна війна» 2012 року, «Шоколадна війна» 2013 року тощо.

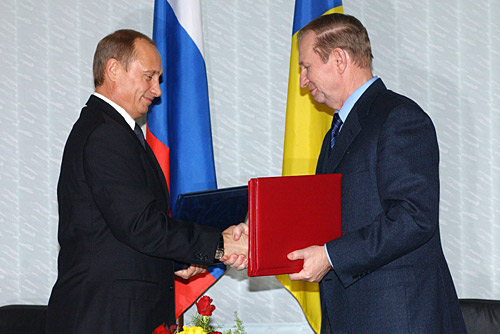
Леонід Кучма та Володимир Путін у лютому 2003
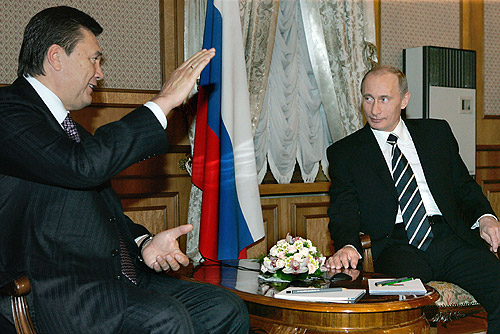
Зустріч Віктора Януковича та Володимира Путіна, 22 грудня 2006
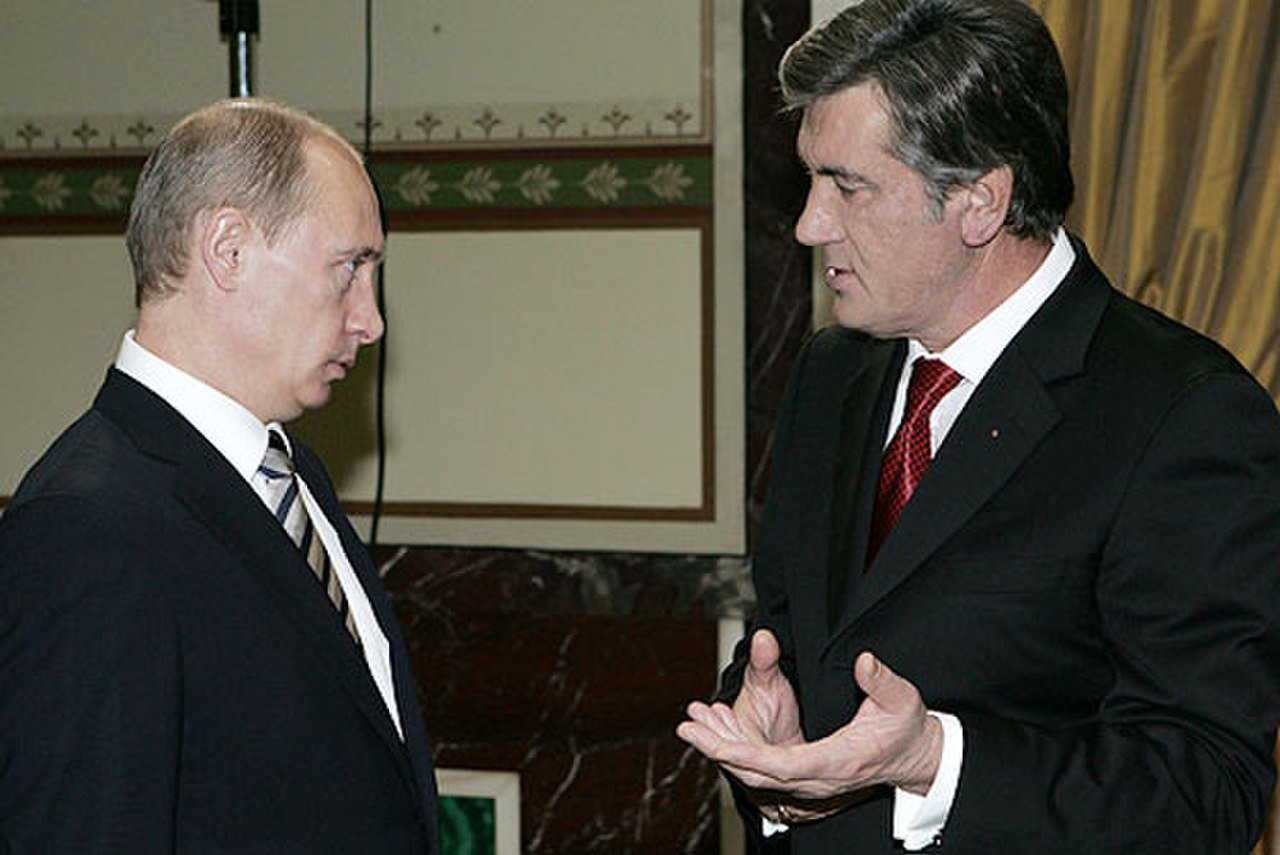
Віктор Ющенко та Володимир Путін, лютий 2008

### 2010—2014
У березні 2010 року, чинний на той час Президент України Віктор Ющенко, програв вибори, і до влади в Україні прийшов проросійський політик, керівник «Партії регіонів» Віктор Янукович. Він розпочав політику зближення з Росією і відмови від євроатлантичної інтеграції країни та узурпував владу.
Незабаром, у квітні 2010 року були укладені Харківські угоди, що передбачали продовження терміну базування російського флоту в Севастополі з 2017 до 2042 року в обмін на певні знижки для України на російський газ. У липні 2010 року Прем'єр-міністр України Микола Азаров заявив, що уряд України веде переговори про створення газотранспортного консорціуму між Україною, ЄС і Росією.
У серпні 2013 року Росія почала проти України безпричинну торговельну експортну блокаду з метою змусити державну владу України відмовитись від підписання договору про асоціацію з ЄС.
17 липня 2013 року в Азовському морі, далеко за межами берегової лінії Росії, катер берегової охорони прикордонної служби РФ влаштував погоню за українським риболовецьким човном, наздогнав його і протаранив, унаслідок чого загинуло четверо з п'яти українських рибалок, а щодо вцілілого і врятованого переслідувачами п'ятого порушили карну справу за «браконьєрство та порушення кордону». Російські прикордонники були без форменного одягу, замовчували той факт, що відразу знайшли тіла всіх загиблих, і не віддавали їх, бо хотіли приховати кульові поранення. Вцілілий українець Олександр Федорович, госпіталізований у російському Єйську, стверджував, що російські прикордонники стріляли в українців без попередження і потопили човен.
28—29 листопада 2013 року Янукович знаходився у Вільні на Саміті «Східного партнерства», де попередньо планувалось підписання угоди про торговельну асоціацію з ЄС, але, на догоду своїм кремлівським союзникам цю угоду не підписав, що викликало обурення політично активних громадян і протести у Києві. Намагання подавити маніфестації силою призвели лише до ескалації протистояння, а згодом, у лютому 2014 року — до краху режиму Януковича. скориставшись втечею президента до Росії, як приводом, Росія задіяла свої збройні сили і протягом лютого — березня 2014 р. захопила Крим, а з квітня 2014 р. розв'язала війну на Донбасі, захопивши Слов'янськ, Лисичанськ, Донецьк, Горлівку, Луганськ та навколишні міста. При цьому зазвичай російські війська діяли без розрізнювальних знаків. 18 березня Росія, грубо порушивши норми міжнародного права, почала тимчасову анексію Криму й Севастополя.

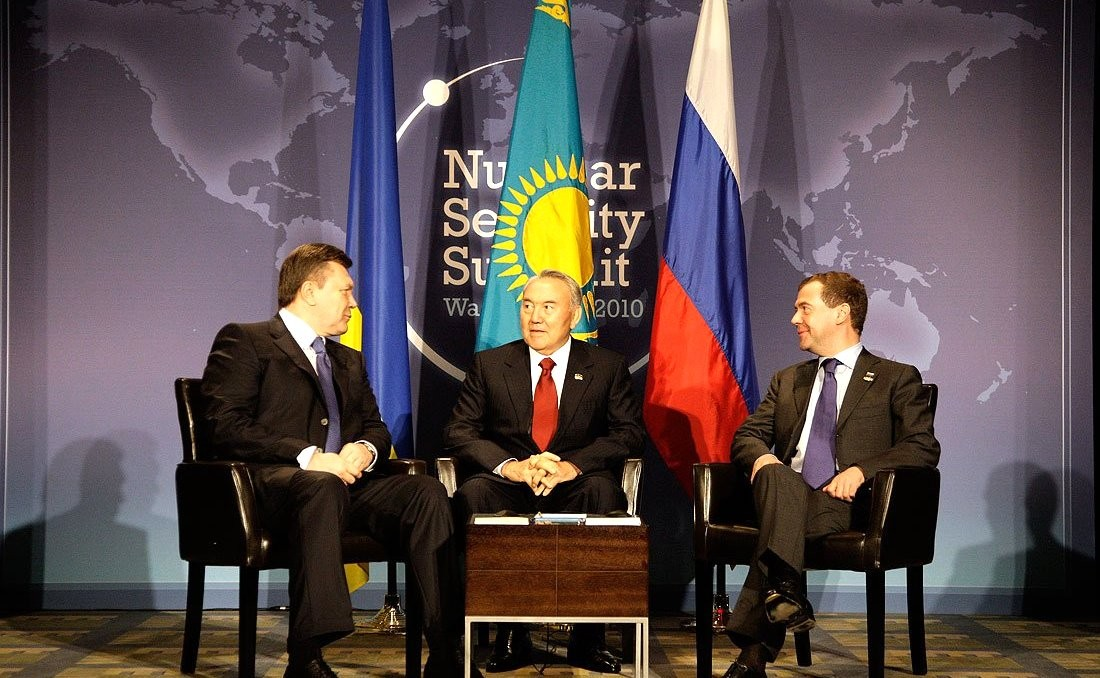
Віктор Янукович під час Саміту з ядерної безпеки разом з Президентом Казахстану Нурсултаном Назарбаєвим та Президентом Росії Дмитром Медвєдєвим у квітні 2010
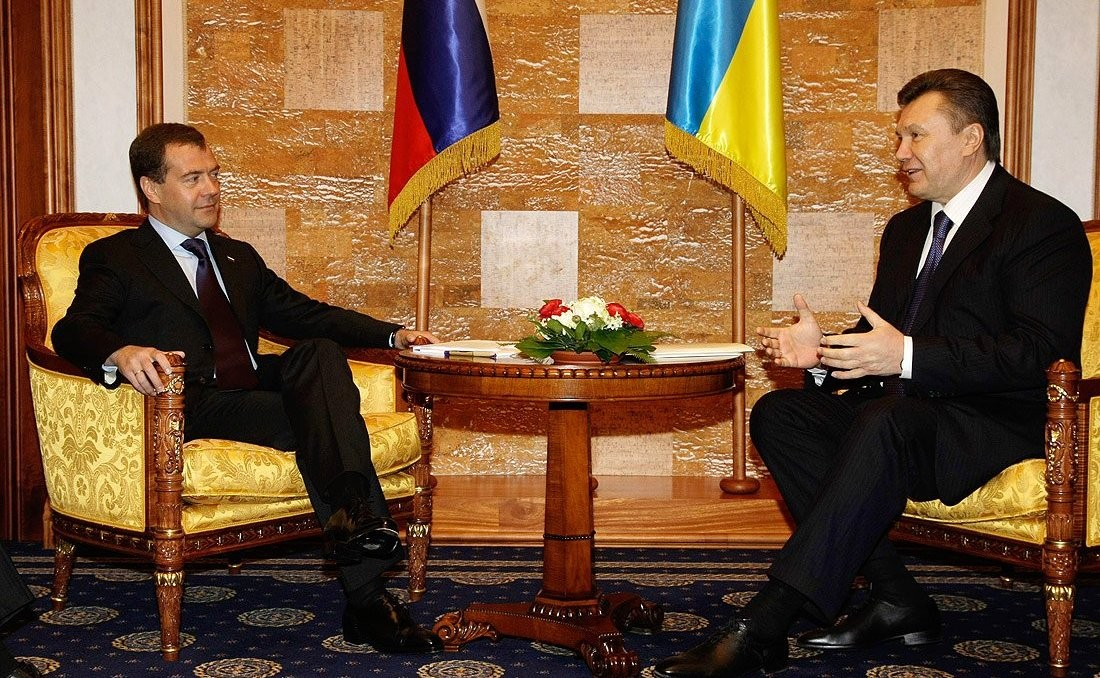
Зустріч із президентом Росії Дмитром Медведєвим у Харкові 21 квітня 2010 року
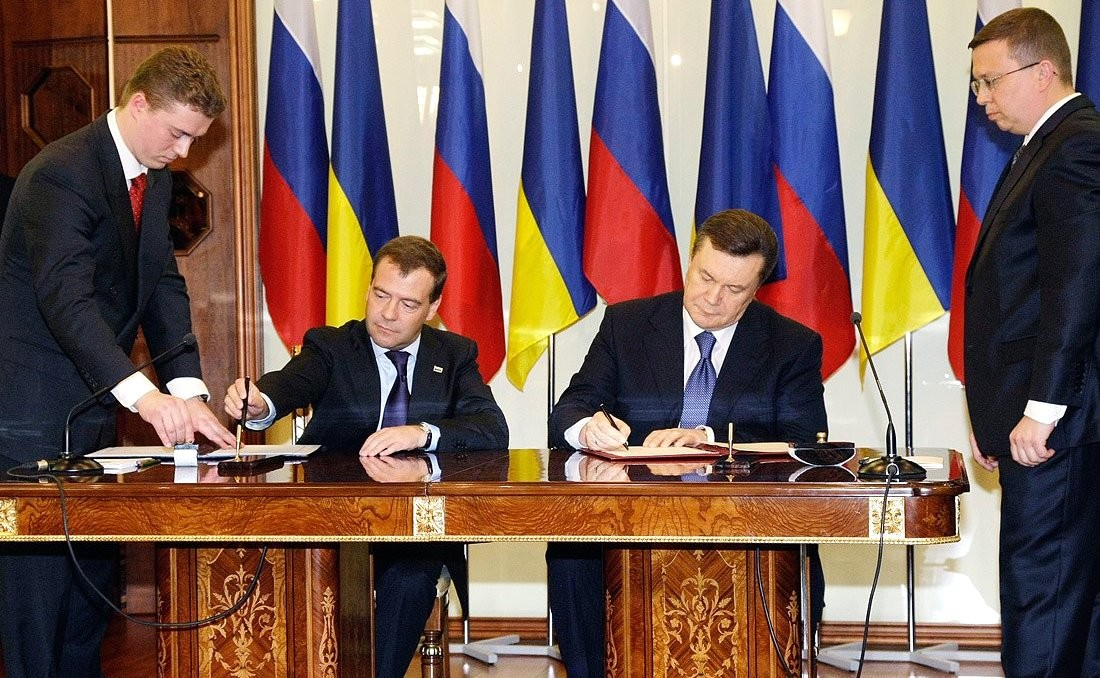
Харківські угоди, підписання договору, 21 квітня 2010

### 2014—2021
Відносини між державами різко загострилися в 2014 році. 23 лютого Росія відкликала з Києва свого посла Михайла Зурабова, а пізніше надала притулок Віктору Януковичу.
Граючи на політичній нестабільності в Україні, Росія у березні 2014 року оголосила про анексію півострова Крим та міста Севастополя й розпочала широку кампанію антиукраїнської пропаганди. У квітні 2014 року, підтримувані Росією озброєні сепаратистські сили організували заколот на сході України, таким чином розпочавши російсько-українську війну на Донбасі. Перемир'я, передбачене Мінськими угодами, підписаними у вересні 2014 року та лютому 2015 року з метою припинення бойових дій, неодноразово провалювалося. Незважаючи на численні докази, Росія заперечувала участь у війні, наполягаючи, щоб Україна вела переговори з маріонетковими Донецькою та Луганською народними республіками.
17 березня 2014 року у зв'язку з окупацією Криму Російською Федерацією посол України в Російській Федерації В. Ю. Єльченко був відкликаний до Києва «для консультацій», а 15 квітня 2014 року український парламент прийняв закон, що визнає територію Криму «тимчасово окупованою територією України».
У березні 2014 року у Верховній Раді України зареєстровано законопроєкт про розрив дипломатичних відносин з Росією.
27 січня 2015 року Верховна Рада України прийняла постанову, в якій дії Росії в Криму та Донбасі були кваліфіковані як агресія відносно України, а в затвердженій у вересні 2015 новій військовій доктрині України Російська Федерація була оголошена її військовим супротивником.
20 травня 2015 року прем'єр-міністр Арсеній Яценюк на засіданні уряду заявив, що Кабінет міністрів України вирішив припинити військово-технічну співпрацю з Російською Федерацією і дію угоди між Україною і Російською Федерацією про військово-технічне співробітництво, яка була підписана 26 травня 1993 року.
У 2017 році Україна блокує товарообмін з тимчасово окупованими територіями Донецької і Луганської областей.
27 грудня 2017 року, спочатку у тестовому режимі, а з 1 січня 2018 року — запроваджено біометричний контроль.
21 березня 2018 року Уряд підтримав пропозицію Мінекономрозвитку про припинення дії Програми економічного співробітництва між Україною та Російською Федерацією на 2011—2020 роки.
6 грудня 2018 року Верховна Рада України прийняла закон «Про припинення дії Договору про дружбу, співробітництво і партнерство між Україною і Російською Федерацією».
Протягом 2018—2019 років російські прикордонники створювали черги на кордоні з Україною через повільне оформлення вантажних автомобілів або відмову без видимих причин у в'їзді на територію Росії громадянам України.
У 2019 році український парламент закріпив прагнення вступу до НАТО та ЄС у Конституції. Під керівництвом путінського режиму, особливо після подій 2014 року, в Росії все більшої популярності набував російський націоналізм та рашизм із закликами анексувати більше українських земель. У липні 2021 року Володимир Путін опублікував есе під назвою «Про історичну єдність росіян та українців», в якому стверджував, що росіяни та українці — «один народ». Напередодні вторгнення Путін стверджував, що Україна була створена російськими більшовиками і ніколи не мала традиції справжньої державності. Такі твердження називали проявом російського імперіалізму, іредентизму, а також викривленням історії та негаціонізмом.

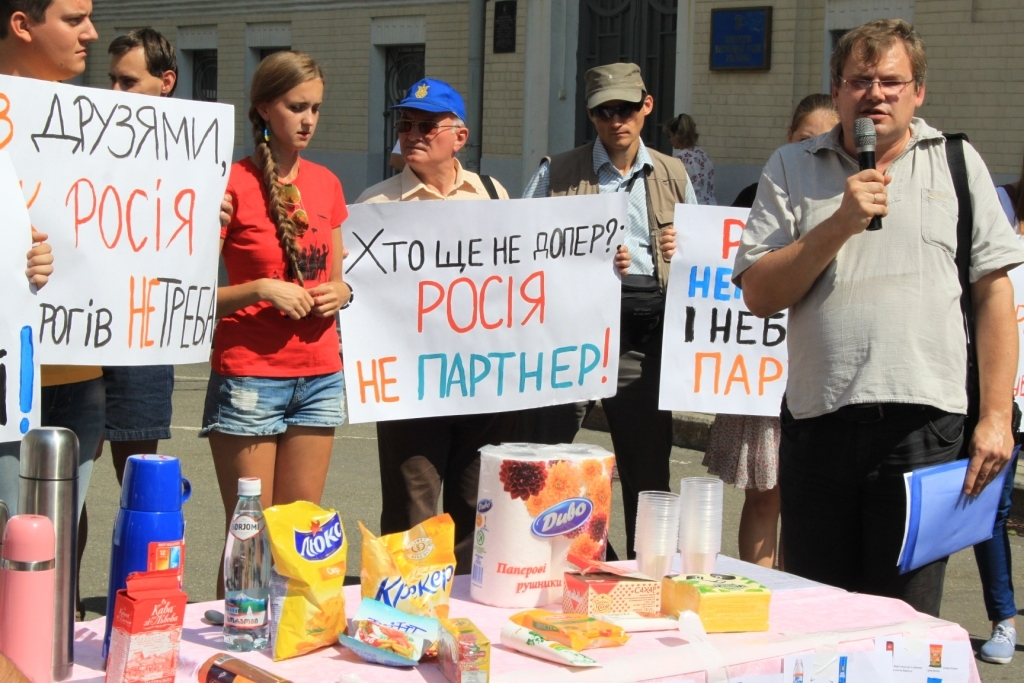
Експортна блокада 2013 року. Акція руху «Відсіч» під Адміністрацією Президента України з вимогою адекватної відповіді України на торговельну блокаду Росією, 22 серпня 2013 року
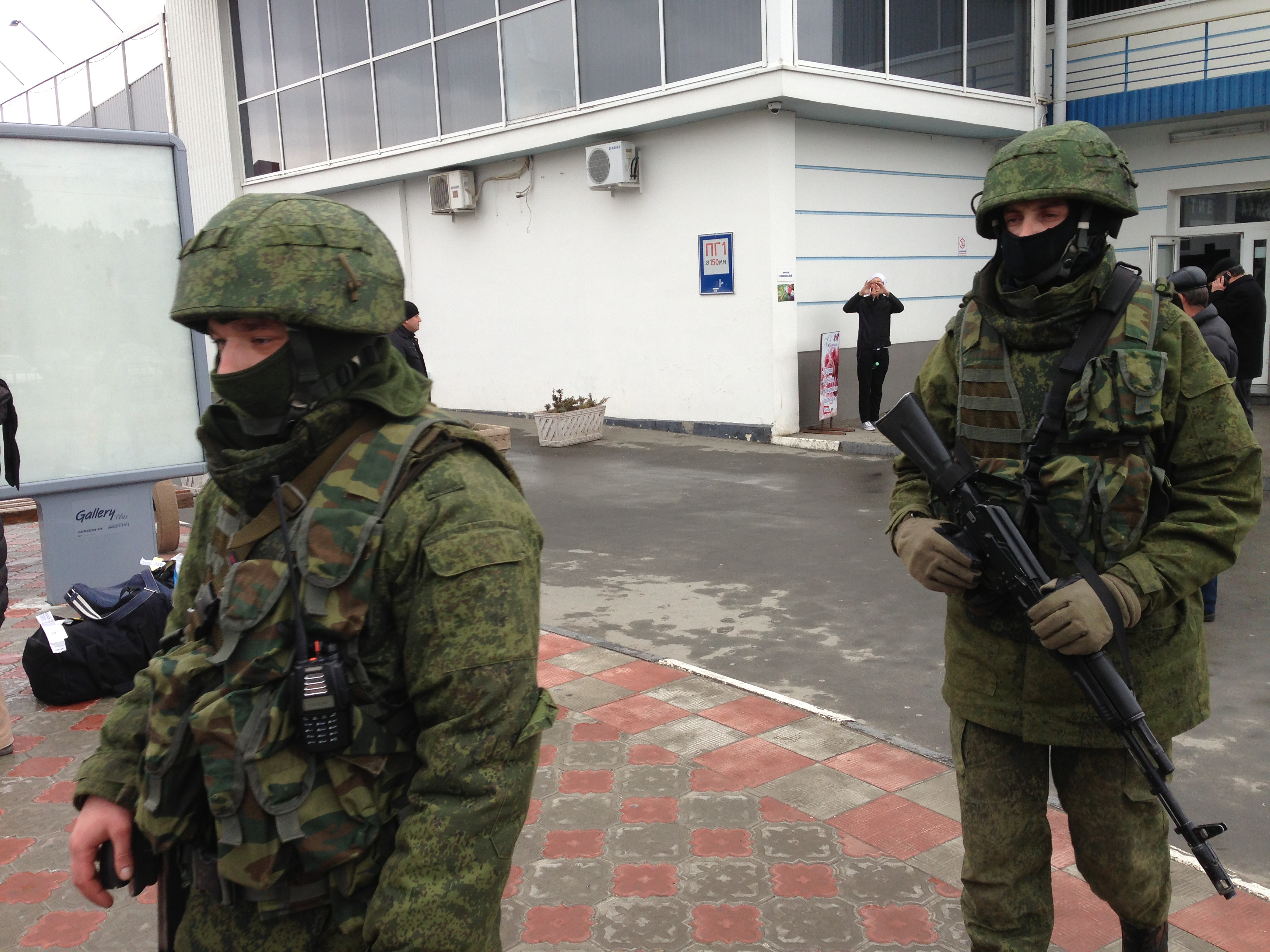
Російська інтервенція до Криму 2014 року. Озброєні військові без знаків розрізнення на території аеропорту «Сімферополь», весна 2014 року
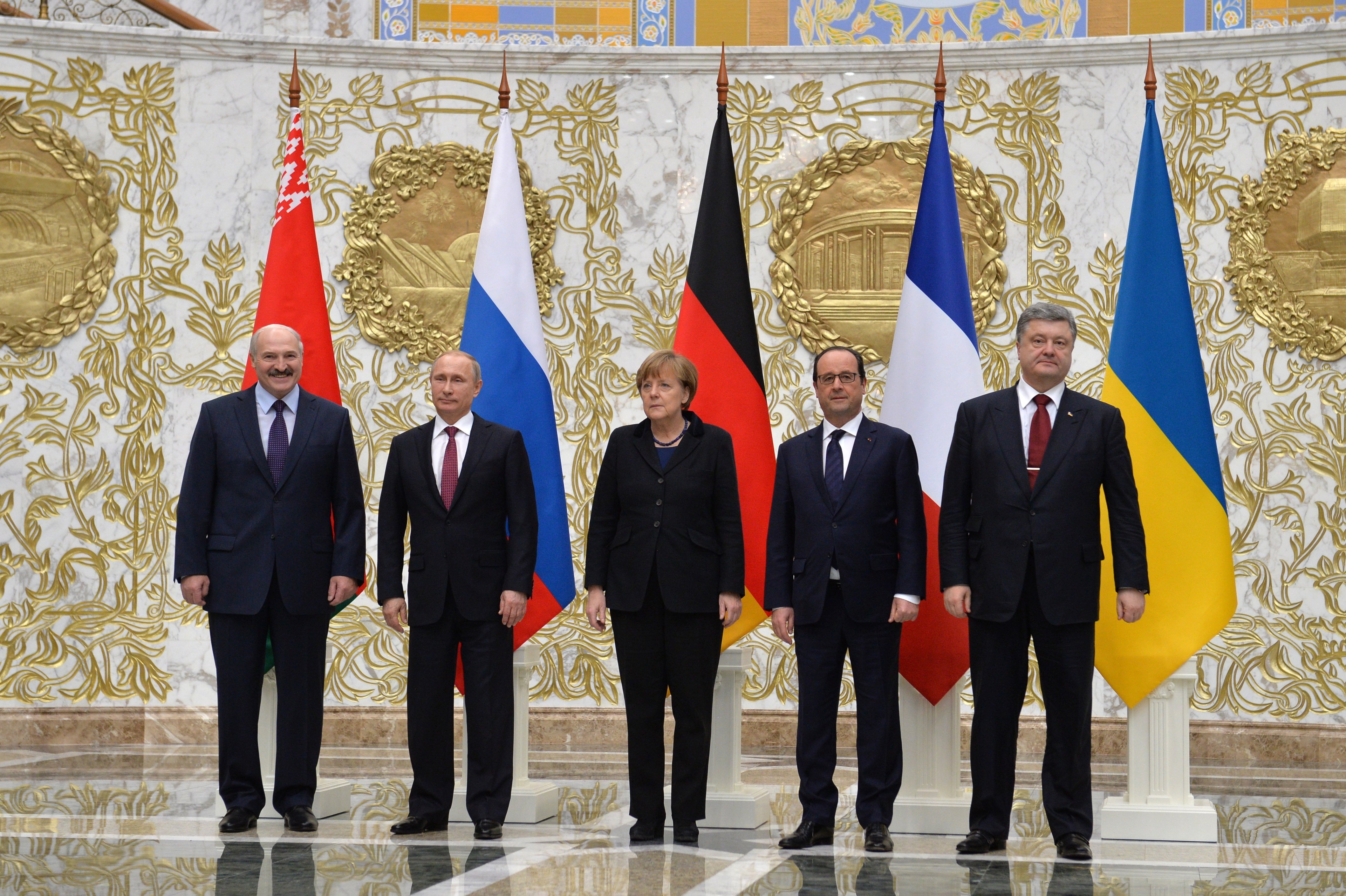
Петро Порошенко під час зустрічі в «Нормандському форматі». Лютий 2015 року

### 2022—до т.ч.
24 лютого 2022 року почався новий етап російсько-української війни, коли Росія почала повномасштабне вторгнення в Україну, завдаючи ударів по мирному населенню (пологовий будинок у Маріуполі, торговельному центрі у Кременчуці, школа у Харкові, масові вбивства мирного населення у Бучі і Гостомелі). У відповідь на акт збройної агресії РФ проти України, Україна заявила про розрив дипломатичних відносин з РФ без розриву консульських відносин.
З 1 липня 2022 року між Україною та Російською Федерацією діє візовий режим, з цього часу російські громадяни РФ не можуть легально потрапити на територію України без дозвільних документів. Росіяни можуть оформити візу в у 8 містах через центри VFS Global, але отримання візи не гарантуватиме дозволу на в'їзд до України, рішення про перетин кордону прийматимуть співробітники ДПСУ.
21 березня 2025 року Кабінет міністрів України ухвалив рішення припинити дію угоди з урядом Російської Федерації про співробітництво в галузі зв’язку, яка була укладена у 1993 році в Києві.

## Ставлення населення
Ставлення українського населення до Росії, за даними КМІС є ненависницьким, оскільки Росія проводить щоденний терор українського населення, обстрілюючи мирні населені пункти КАБами, ракетами та БПлА типу "Shahed" тим самим Росія проводить геноцид українського народу і тому вона являється сучасним наступником Третього Рейху, якого необхідно знищити:

## Проблеми

### Статус російської мови в Україні
Росія офіційно веде міжнародну політику з пропаганди, впровадження та підтримки російської мови за межами своїх кордонів. Цими питаннями займається фонд Російський світ.
У 2007 році прийнято рішення збільшити кількість осередків російських центрів на території України, оскільки країни колишнього соцтабору в цілому вважаються пріоритетними для РФ. Згідно з планами федеральної цільової програми «Російська мова на 2006—2010 роки», доля осіб, які володіють російською мовою загалом по країнах СНД складатиме 40 %. Станом на 2007 рік таких людей було 20 %. В Україну в цьому розумінні покладаються особливі надії — очікується, що рано чи пізно російська мова стане тут державною.
Російська Федерація підтримує мережу організацій, які опікуються зв'язками з етнічними росіянами поза межами Росії. У свою чергу офіційний Київ висловлював своє занепокоєння діяльністю таких установ як Інститут країн СНД, чий голова Костянтин Затулін був визнаний персоною нон ґрата за втручання у внутрішні справи України та заклики до порушення територіальної цілісності країни.
У 2022 році, під час війни, президент України Володимир Зеленський щодо російської мови сказав,[уточнити] що відносини повинні бути рівними і у Росії має бути така ж кількість українських шкіл, як в Україні — російських.
Після початку повномасштабного російського вторгнення в Україну у 2022 році поширеність російської мови в Україні знижується, а популярність ідеї про підвищення статусу російської мови сягнула найнижчих показників з моменту набуття Україною незалежності.

### Визнання Голодомору
Україна закликає ООН визнати Голодомор 1932-33 років геноцидом українців. Офіційна влада Росії неодноразово висловлювала свою незгоду з таким формулюванням трагедії 1933 року, у якій також постраждала Росія. Офіційна позиція Москви з цього приводу: «Голодомор — це злочин комуністичного режиму, але не етнічний геноцид».

### Питання НАТО
На вищих урядових рівнях різні уряди України проголошували свій намір поступово інтегруватися в європейські структури, в тому числі і в НАТО[джерело?]. Це викликало різке негативне ставлення офіційної Росії. Співробітництво України з НАТО та навіть навчання з цією організацією піддавалися критиці як зовні так і зсередини через проросійські організації України. Влітку 2006 р. за підтримки деяких російських політиків відбулося протистояння між протестувальниками і контингентом НАТО у навчаннях «Сі Бриз» 2006 у Євпаторії. Це призвело до погіршення стосунків між двома державами і заборони в'їзду до України декільком російським політикам.